# Departament de Cusco
Cusco és una de les 25 regions del Perú. Limita al nord amb la Regió d'Ucayali, a l'est amb les de Madre de Dios i Puno; al sud amb l'Arequipa, i a l'oest amb les d'Ayacucho, Apurímac i Junín. La capital, Cusco, ho fou també de l'Imperi Inca.

## Divisió administrativa
Es divideix en 13 províncies.
- Acomayo (Acomayo)
- Anta (Anta)
- Calca (Calca)
- Canas (Yanaoacá)
- Canchis (Sicuani)
- Chumbivilcas (Santo Tomás)
- Cusco (Cusco)
- Espinar (Yauri)
- La Convención (Quillabamba)
- Paruro (Paruro)
- Paucartambo (Paucartambo)
- Quispicanchi (Urcos)
- Urubamba (Urubamba)